# Partei Freiheitliches Ägypten
Die Partei Freiheitliches Ägypten (arabisch حزب مصر الحرية, DMG Ḥizb Miṣr al-ḥurriyya) ist eine liberale Partei in Ägypten, die am 18. Mai 2011 von Amr Hamzawy und einer Gruppe ägyptischer Jugendlicher nach der Revolution in Ägypten 2011 gegründet wurde.
Sie ist Mitglied des Bündnisses Die Revolution geht weiter, in der sie mit der Sozialistischen Volksallianz und der Ägyptischen Strömungspartei koaliert. Das Bündnis ist mit 9 von 498 Abgeordneten in der Volksversammlung vertreten, wobei auf die Partei Freiheitliches Ägypten ein Sitz entfällt.